# 堤精二
堤 精二（つつみ せいじ、1927年2月27日 -2017年11月7日）は、日本の国文学者。お茶の水女子大学名誉教授。専門は日本近世文学、特に井原西鶴。息子に堤玄太がいる。

## 来歴
東京市小石川区（現在の東京都文京区）に生まれる。1945年（昭和20年）3月、都立上野中学校（現在の東京都立上野高等学校）卒業。1948年（昭和23年）3月、松本高等学校（現在の信州大学）文科乙類卒業。松本高校在学時代は蹴球ばかりしていて1年留年した。松本高校の体育教師は彼に97点という成績をつけたが、これはこの教師が松本高校で教えていた期間中最高の点数だったという。
1952年（昭和27年）3月、東京大学文学部国語国文学科卒業、同大学文学部助手。1956年（昭和31年）4月、お茶の水女子大学文教育学部専任講師。1961年（昭和36年）1月、同助教授。1969年（昭和44年）6月、同教授。1992年（平成4年）3月、同大学停年退官、同年4月、同大学名誉教授、放送大学教授。1997年（平成9年）3月、放送大学定年退職。
2006年（平成18年）4月、瑞宝中綬章受章。

## 人物
- 北杜夫の『どくとるマンボウ青春記』には、二人の「T」が登場するが、一人は辻邦生、もう一人が堤精二である[1]。

## 著作
- 「好色五人女」(校注) 『西鶴集 上』日本古典文学大系（1957、岩波書店）
- 『国書総目録』市古貞次監修　共編（1963－1976、岩波書店）
- 『西鶴 上・下』講座日本文学・松田修共編（1978、至文堂）
- 『日本永代蔵』（1978、明治書院）
- 『日本文学全史 近世』編著（1978、学燈社）
- 『近世日本文学』清登典子共編著（1992、放送大学教育振興会）
- 『国文学入門』島内裕子共編著（1996、放送大学教育振興会）

## 論文
- Cinii